# Університет Хоккайдо Токай
Університет Хоккайдо Токай — японський університет. Університет Хоккайдо Токай існував лише 31 рік (заснований 1977 року). Основні напрямки освітніх програм — суспільні науки, природничі науки, електроніка, дизайн та архітектура.
2008 року університет Хоккайдо Токай було об'єднано з університетами Кюсю Токай і Токай в університет Токай.